# Chicago Men's Challenger
Il Chicago Men's Challenger è un torneo professionistico di tennis giocato sul cemento, che fa parte dell'ATP Challenger Tour. La prima edizione si è giocata all'XS Tennis Village di Chicago negli Stati Uniti nel 2022, faceva parte della categoria Challenger 80 con un montepremi di 53.120 $.

## Albo d'oro

### Singolare
| Anno | Campione        | Finalista      | Punteggio     |
| ---- | --------------- | -------------- | ------------- |
| 2025 | Michael Zheng   | Hsu Yu-hsiou   | 6–4, 6–2      |
| 2024 | Gabriel Diallo  | Bu Yunchaokete | 6–3, 7–6(3)   |
| 2023 | Alex Michelsen  | Yuta Shimizu   | 7–5, 6–2      |
| 2022 | Roman Safiullin | Ben Shelton    | 6–3, 4–6, 7–5 |

### Doppio
| Anno | Campioni                          | Finalisti                      | Punteggio           |
| ---- | --------------------------------- | ------------------------------ | ------------------- |
| 2025 | Mac Kiger Ryan Seggerman          | Theodore Winegar Michael Zheng | 6–4, 3–6, [10–5]    |
| 2024 | Luke Saville Li Tu                | Mac Kiger Benjamin Sigouin     | 6–4, 3–6, [10–3]    |
| 2023 | Miķelis Lībietis Skander Mansouri | Chung Yun-seong Andrew Harris  | 7–6(5), 6–3         |
| 2022 | André Göransson Ben McLachlan     | Evan King Mitchell Krueger     | 6–4, 6(3)–7, [10–5] |